# Nikolaj Coster-Waldau
Nikolaj Coster-Waldau (Rudkøbing, 27 de julio de 1970) es un actor, productor de cine y guionista danés. Es más conocido por interpretar a Jaime Lannister en la serie de HBO Juego de tronos y por participar en varias películas de Netflix

## Biografía
Coster-Waldau nació en Rudkøbing, Dinamarca. Hijo de Hanne Søborg Coster, una bibliotecaria, y Jørgen Oscar Fritzer Waldau (fallecido en 1998). En distintas entrevistas ha hablado sobre los problemas de su padre con el alcohol, así como sobre el divorcio de sus padres. Recientemente, en otra entrevista realizada en Dinamarca, dio a conocer que en una Navidad recibió una llamada de su hermana; diciendo que unas pruebas genéticas decían que eran medios hermanos. Tiempo después, se enteró de que tenía otro padre biológico y que hizo cine y televisión como él. 
Su educación dramática comenzó en la The Danish National School of Theater entre 1989 y 1993. Su papel de debut fue con el personaje de Laertes en Hamlet en el teatro Betty Nansen, pero su primer papel conocido por el gran público en Dinamarca fue por Nightwatch, película de 1994. Poco después comenzó su carrera en Estados Unidos.
La primera oportunidad a gran escala se la dio el director Ridley Scott en su película de 2001 Black Hawk Down.
El 20 de agosto de 2009 la cadena estadounidense HBO, anunció que le daba el papel de Jaime Lannister en la serie Juego de tronos, basada en una serie de novelas medievales de corte fantástico Canción de hielo y fuego y emitida desde el 17 de abril de 2011. Este mismo año apareció en la película Blackthorn (película), en el papel del joven Butch Cassidy.
Es uno de los protagonistas de la película Domino junto a Carice van Houten, que sustituyó a Christina Hendricks por problemas de rodaje. Por este motivo recibió una estrella en el Paseo de la fama de Almería.
Simpatizante del Leeds United, equipo de la Premier League, realizó un video emotivo para agradecerle a Marcelo Bielsa cuando el Leeds fue promovido, luego de 16 años, a la máxima división del fútbol inglés.

## Filmografía
Cine
| Año  | Título                                         | Papel                   | Notas                                                                    |
| ---- | ---------------------------------------------- | ----------------------- | ------------------------------------------------------------------------ |
| 1994 | Nattevagten                                    | Martin Bork             | El vigilante nocturno en España                                          |
| 1997 | Bent                                           | Wolf                    |                                                                          |
| 1997 | Hemmeligheder                                  | Mads                    |                                                                          |
| 1998 | Vildspor                                       | Ossy                    | Pista falsa en España                                                    |
| 1998 | Nattens engel                                  | Frankie                 | El ángel de la noche en España                                           |
| 1999 | Antenneforeningen                              | Rocker                  |                                                                          |
| 1999 | Misery Habour                                  | Espen Arnakke           |                                                                          |
| 2000 | På fremmed mark                                | Holt                    |                                                                          |
| 2001 | Enigma                                         | Puck                    |                                                                          |
| 2001 | Black Hawk Down                                | Sargento Gary Gordon    | La caída del halcón negro y Black Hawk derribado en español              |
| 2002 | 24 heures de la vie d'une femme                | Anton                   | 24 horas en la vida de una mujer en España                               |
| 2003 | Rembrandt                                      | Kenneth                 |                                                                          |
| 2003 | Manden bag døren                               | Svend                   |                                                                          |
| 2004 | My Name Is Modesty: A Modesty Blaise Adventure | Miklos                  | Mi nombre es Modesty: una aventura de Modesty Blaise en España           |
| 2004 | Wimbledon                                      | Dieter Prohl            | Wimbledon - Amor en juego y Wimbledon (El amor está en juego) en español |
| 2004 | Den gode strømer                               | Sune                    |                                                                          |
| 2005 | Kingdom of Heaven                              | Village Sheriff         | Cruzada y El reino de los cielos en español                              |
| 2005 | The Headsman                                   | Martin                  | La sombra de la espada en España                                         |
| 2006 | Firewall                                       | Liam                    |                                                                          |
| 2006 | Supervoksen                                    | Martin                  |                                                                          |
| 2007 | The Baker                                      | Bjorn                   |                                                                          |
| 2007 | Underbar och älskad av alla                    | Micke                   | Maravillosa y amada por todos en Argentina                               |
| 2007 | De unge år: Erik Nietzsche sagaen del 1        | Sammy                   |                                                                          |
| 2008 | Kautokeino-opprøret                            | Biskop Juell            |                                                                          |
| 2008 | Himmerland                                     | Thomas                  |                                                                          |
| 2009 | Ved Verdens Ende                               | Severin Geertsen        |                                                                          |
| 2011 | Blackthorn                                     | James Joven             | Blackthorn. Sin destino en España                                        |
| 2011 | Hodejegerne                                    | Clas Greve              | Cacería implacable en Argentina Headhunters en España                    |
| 2013 | Mamá                                           | Lucas / Jeffrey Desange |                                                                          |
| 2013 | Oblivion                                       | Sykes                   | Oblivion: El tiempo del olvido en español                                |
| 2013 | Mil veces buenas noches                        | Marcus                  |                                                                          |
| 2014 | The Other Woman                                | Mark                    | ¡Mujeres al ataque! y No hay dos sin tres en español                     |
| 2014 | A Second Chance                                | Andreas                 |                                                                          |
| 2016 | Dioses de Egipto                               | Horus                   |                                                                          |
| 2017 | Shot Caller                                    | Jacob Harlon            |                                                                          |
| 2017 | Delitos Menores                                | Joe Denton              |                                                                          |
| 2019 | Domino                                         | Christian               |                                                                          |
| 2020 | The Silencing                                  | Rayburn Swanson         |                                                                          |
| 2022 | Against the Ice                                | Capitán Ejnar Mikkelsen | Perdidos en el Ártico en España                                          |

Televisión
| Año       | Título              | Rol                     | Comentarios                |
| --------- | ------------------- | ----------------------- | -------------------------- |
| 1993      | Slaget på tasken    | Christian               | Película de televisión     |
| 1995      | Who's Hitler?       | Nattevagten             | Cortometraje               |
| 1995      | Lyse tider          |                         | Cortometraje               |
| 1997      | Jacobs' liste       | Jacob                   | Película de televisión     |
| 2000      | Lock, Stock         | Jordi                   | 2 episodios                |
| 2006      | Filthy Gorgeus      | Alex                    | Película de televisión     |
| 2008      | New Amsterdam       | John Amsterdam          | 8 episodios                |
| 2009      | Vituality           | Comandante Frank Pike   | Película de televisión     |
| 2009-2010 | Blekingegade        | Jan Weimann             | 5 Episodios                |
| 2011-2019 | Juego de tronos     | Jaime Lannister         | Rol principal 55 episodios |
| 2015      | Saturday Night Live | Jaime Lannister         | 1 episodio                 |
| 2017      | Los Simpson         | Hermano gemelo de Marge | Voz Temporada 29           |